# Meczet Qingjing
Meczet Qingjing (chiń. 清淨寺; pinyin Qīngjìng Sì) – meczet znajdujący się w Quanzhou w prowincji Fujian w południowo-wschodnich Chinach. Nazywany jest także meczetem Qilin (麒麟寺), meczetem Shengyou (圣友寺) lub Meczetem Towarzyszy Proroka (arab.  مسجد الأصحاب masjid al-aṣḥāb, chin. 艾苏哈卜大寺 Àisūhābodà Sì).
Wzniesiona zgodnie z kanonami architektury islamskiej budowla powstała w 1009 roku, za panowania dynastii Song. Quanzhou w tym okresie stanowiło ważny port morski, do którego docierali arabscy kupcy. Meczet zajmuje powierzchnię 2500 m² i składa się z kilku budynków. Zbudowana z zielonego granitu brama wejściowa, służąca jednocześnie za minaret, prowadzi do sali modlitw. Wzniesiony za czasów dynastii Ming minaret w postaci pięciopiętrowej pagody zawalił się w trakcie trzęsienia ziemi i nie został odbudowany. Oryginalna sala modlitw także została zniszczona w trakcie trzęsienia ziemi i do dziś zachowały się tylko jej ściany. Współcześnie jej funkcję pełni inny budynek, wzniesiony w 1609 roku.